# François Hollande
François Gérard Georges Nicolas Hollande (n. 12 august 1954, Rouen, Franța) este un om politic francez, președintele Franței între 15 mai 2012 și 14 mai 2017, ales atunci din partea Partidului Socialist Francez. Între 1997-2008 a fost prim-secretar al Partidului Socialist Francez.

## Alegerile prezidențiale din 2012
La data de 16 octombrie 2011 Hollande a fost nominalizat candidat din partea Partidului Socialist și al Partidului radical de Stânga la alegerile prezidențiale din 2012 contra președintelui în funcție, Nicolas Sarkozy. Hollande a câștigat alegerile, desfășurate în două tururi, la 22 aprilie și 6 mai. Hollande a obținut în al doilea tur de scrutin 51,6% din voturi. În data de 15 mai și-a început mandatul de președinte. Astfel, după 17 ani, la conducerea Franței se află din nou un președinte de stânga. În data de 1 decembrie 2016, a anunțat ca nu se va mai înscrie în cursa pentru stabilirea unui candidat al stângii pentru alegerile prezidențiale din 2017.

## Viața personală
Începând din 1973, François Hollande a avut o relație de peste 30 de ani cu Ségolène Royal, cu care are patru copii. Chiar dacă cei doi și-au anunțat despărțirea de-abia în 2007, Hollande începuse cel puțin din 2005 o relație cu jurnalista franceză Valérie Trierweiler. În timpul mandatului lui de președinte, aceasta fost considerată Prima Doamnă a Franței de către mass-media, deși conceptul de Primă Doamnă nu există oficial în Franța. În ianuarie 2014, în urma unor investigații jurnalistice s-a descoperit că François Hollande ar fi avut o amantă, actrița Julie Gayet, deși era încă într-o relație cu Valérie Trierweiler. La scurtă vreme după aceste dezvăluiri, Hollande a anunțat oficial că s-a despărțit de Valérie Trierweiler.

## Distincții și decorații

### Distincții naționale
| Ribbon bar | Distincția                                                               | Data                                             |
| ---------- | ------------------------------------------------------------------------ | ------------------------------------------------ |
|            | Grand Master & Grand Cross of the National Order of the Legion of Honour | 2012 – automatic upon taking presidential office |
|            | Grand Master & Grand Cross of the National Order of Merit                | 2012 – automatic upon taking presidential office |

### Distincții străine
| Ribbon bar | Țara   | Distincția                                                            | Data              |
| ---------- | ------ | --------------------------------------------------------------------- | ----------------- |
|            | Poland | Grand Cross of the Order of the White Eagle                           | 16 November 2012  |
|            | Italy  | Grand Cross with Collar of the Order of Merit of the Italian Republic | 21 November 2012. |

## Cărți publicate de François Hollande
Hollande a publicat un mare număr de cărți și lucrări academice, incluzând:
- "L'Heure des choix. Pour une économie politique" (Ora alegerii. Pentru o economie politică), cu Pierre Moscovici, 1991. ISBN 2-7381-0146-1
- "L'Idée socialiste aujourd'hui" (Idei socieliste azi), Omnibus, 2001. ISBN 978-2-259-19584-3
- "Devoirs de vérité" (Sarcinile adevărului), interviu cu Edwy Plenel, ed. Stock, 2007. ISBN 978-2-234-05934-4
- "Droit d'inventaires", interviu cu Pierre Favier, Le Seuil, 2009. ISBN 978-2-02-097913-9
- "Le rêve français" (Visul francez), Privat, August 2011. ISBN 978-2-7089-4441-1
- "Un destin pour la France" (Un destin pentru Franța), Fayard, ianuarie 2012. ISBN 978-2-213-66283-1
- "Changer de destin" (Schimbarea destinului), Robert Laffont, februarie 2012. ISBN 978-2-221-13117-6